# Ingmar Forsström
Anders Axel Ingmar Forsström, född 24 januari 1935 i Helsingborgs stadsförsamling i dåvarande Malmöhus län, död 9 december 1975 i Skarpnäcks församling i Stockholm, var en svensk journalist, översättare och författare.

## Biografi
Efter studentexamen 1952 läste Ingmar Forsström i Lund och blev filosofie kandidat där 1955. Han blev journalist på Sydsvenska Dagbladet Snällposten 1957, kom till Svenska Dagbladet 1960, Dagens Nyheter 1961 och Sveriges radio 1963. Han blev översättare för Bonniers förlag 1964 och journalist hos Åhlén & Åkerlund 1966.
I hans verklista blandas kvalificerade översättningar med enklare brödjobb, även om han tycks ha sluppit de ”hundår” som kännetecknar många översättares karriär; redan debutåret anförtroddes han såväl D. H. Lawrence som Marguerite Duras.
Ingmar Forsström var son till lektor Axel Forsström och Zaida Rohman. Han var 1957–1964 gift med Ingrid Lundin (född 1937), dotter till ingenjören Nils Lundin och Margit Thomasson. De fick två döttrar: Karin (född 1958) och Barbro (född 1960).

## Skrifter
- Danmark: en reseguide (Aldus/Bonnier, 1972)
- Lexikon: ditt barn från A-Ö (Specialtidningsförlaget, 1973)

## Översättningar (urval)
- D. H. Lawrence: Lady Chatterleys älskare (Fritze, 1961)
- Friedrich Dürrenmatt: Grek söker grekinna (Grieche sucht Griechin) (Tiden, 1961)
- Marguerite Duras: Halv elva en sommarkväll (Dix heures et demie du soir en été) (Tiden, 1962)
- Willy Breinholst: Handbok för gifta: en äktenskaplig rådgivare (Bernces förlag, 1962)
- Hans Hellmut Kirst: Löjtnanten är galen (Wir nannten ihn Galgenstrick) (Folket i bild, 1963)
- Peter Freuchen: Eskimåboken (The book of the Eskimoes) (Tiden, 1964)
- Eric Ambler: Ett slags vrede (A kind of anger) (Bonnier, 1965)
- John le Carré: Telefon till den döde (Call for the dead) (Bonnier, 1966)
- Johannes Mario Simmel: Inte bara kaviar: berättelsen om Thomas Lieven - mästerspionen mot sin vilja - hans hårresande äventyr och hans utsökta matrecept (Es muss nich immer Kaviar sein) (Bonnier, 1967)
- Adam Diment: En hip, hip agent (The dolly dolly spy) (Bonnier, 1969)
- Donald Barthelme: Sånt talar man tyst om, sånt är mot naturen (Bonnier, 1970)
- Catherine Cookson: Ödets lekar (Feathers in the fire) (Wahlström & Widstrand, 1972)
- Fabio Formento: Orientmattor (Il libro del tappeto) (översatt tillsammans med Zaida Forsström) (Bernce, 1973)
- Michael Bar-Zohar: Tredje sanningen (The third truth) (Bernce, 1974)